# Lovro Škaljer
Lovro Škaljer  (Pula, 1878. - ?), hrvatski odvjetnik, novinar, borac za hrvatska prava i nakladnik. Bio je vojni branitelj u Puli. Jedan od vođa pulskih Hrvata u prijelomnim danima 1918. godine.

## Životopis
Rodio se, odrastao i školovao u Zagrebu i Puli. Bio je široko obrazovan, dobro je govorio i pisao hrvatski, talijanski i njemački. Stanovao je u zgradi Narodnog doma u Puli, poznatom okupljalištu puljskih Hrvata i Slovenaca, ali i pripadnika ostalih slavenskih naroda. U toj su zgradi na drugom i trećem katu i potkrovlju bili stanovi za iznajmljivanje, i u jednom je bio Škaljer. Završivši pravni fakultet, položivši pravosudni ispit i položivši doktorat, radio je kao odvjetnički pripravnik kod dr. Matka Laginje u Puli. Od Laginje je prihvatio ideju istarskog vijeća narodnog preporoda. Odvjetnički je staž uspješno odradio te je otvorio vlastiti odvjetnički ured. Dobro je poslovao a bio je aktivan i u politici. Desetljeće je bio u javnom životu Pule boreći se za prava istarskih Hrvata.
Bio je izdavačem hrvatskog dnevnika iz Pule Hrvatskog lista pokrenutog 1. srpnja 1915. godine. Uređivao ga je od 1. listopada do 15. prosinca 1918. godine. Politarčki je dar došao do izražaja presudnih dana 1918. godine. Glede Škaljerova ugleda među Puljanima i sposobnosti, Mario Krmpotić predložio ga je za predsjednika pulskog Mjesnog odbora Narodnog vijeća iz Zagreba, što je jednoglasno prihvaćeno. Puljski mjesni odbor Narodnog vijeća SHS osnovan je 28. listopada 1918. godine. Škaljer je bio predsjednik, u njemu su još bili Mirko Vratović, predsjednik uprave Stojan Brajša, Antun Šabalja, Slovenac kontraadmiral Metod Koch, Luka Križ, Mirko Krmpotić, Fran Barbalić, Ivan Cukon i Josip Baselli. 30. listopada prihvatili su suradnju s talijanskim Odborom javnog spasa (Comitato di salute Pubblica) radi organiziranja zajedničke vlast na području Pule i okolice, po nekima i za veći dio Poluotoka. U Pazinu je odbor (osnovan 29. listopada) vodio Šime Kurelić a u Opatiji (osnovan 31. listopada) Ivan Poščić. Istrani Matko Laginja, Vjekoslav Spinčić, Josip Grašić i Šime Kurelić članovi su Narodnog vijeća SHS u Zagrebu. Laginja postaje povjerenikom za Istru. Škaljer je predsjedavao Odborom u vrijeme kad je istarski poluotok bio u vrlo složenom i napetom političkom stanju koje se najtočnije može opisati kao kaotično stanje interregnuma i vrlo labave i ograničene vlasti mjesnih odbora Narodnog vijeća tamo gdje su postojali.
22. studenoga 1918. u Zagrebu izvijestio je Škaljer Narodno vijeće o prilikama u Istri i predložio da se dr. Ivu Zuccona imenuje povjerenikom za Istru i da se u Puli postavi konzularni zastupnik Kraljevine Srbije ili Republike Čehoslovačke.
Sve do ulaska talijanskih snaga u Pulu 5. studenoga 1918., zalagao se da Pula, s cijelom austro-ugarskom flotom pripadne Državi SHS iz Zagreba. Vidjevši da stvari ne idu po planu, otputovao je na Krf u sastavu delegacije koju je vodio Ante Tresić Pavičić. Ondje su vođeni bezuspješni pregovori. Bio na mirovnoj konferenciju u Parizu gdje je upoznao Blaška Rajića. Dolaskom Talijana u Pulu i Istru zgrada gdje je stanovao Škaljer, Narodni dom, talijanaši su među prvima spalili među prvima do 1920., sa svim inventarom, pogotovo knjigama. Uskoro su talijanske vlasti oštro krenule na istarske Slavene, Hrvate i Slovence. Proganjali su narodne ljude i inteligenciju.
Zbog lošeg odnosa talijanskih vlasti. mnogi su Hrvati optirali za Hrvatsku i Kraljevinu SHS. Dio je završio u Subotici, od kojih su neki postali poznati sudionici javnog života grada, među njima Lovro i Viktor Škaljer. Škaljer je prvo iz Pule otputovao u Pariz, pa se potom nastanio u Subotici, u kojoj je nastavio s odvjetničkim radom, objavljivao publicističke radove, svjedočeći o dramatičnim događajima u kojima je sudjelovao. Sin Orjen Škaljer (r. 1912.) također je bio uglednim građaninom Subotice.